# Sestra (přítok Finského zálivu)
Sestra nebo také Rajajoki (rusky Сестра nebo Раяйоки) je řeka v Leningradské oblasti v Rusku. Je 74 km dlouhá. Povodí má rozlohu 393 km².

## Průběh toku
Teče po Karelské šíji. Do začátku 18. století ústila přímo do Finského zálivu. Po vybudování hráze pro potřeby Sestroreckého průmyslového závodu vznikla přehradní nádrž nazývaná Sestrorecký Razliv popř. jezero Razliv o rozloze 10,6 km² a hloubce 2 m, do kterého od té doby řeka ústí. Od Finského zálivu je jezero odděleno řadou písečných dun. Přebytky vody odtékají do Finského zálivu průtokem dlouhým 4,8 km.

## Historie
V letech 1918-40 tvořila řeka část hranice mezi Sovětským svazem a Finskem.